# Glinder Au
Die Glinder Au ist ein 17 Kilometer langer, rechter Zufluss der Bille aus dem Kreis Stormarn (Schleswig-Holstein) mit Mündung in Hamburg-Billstedt.
Die Quelle der Glinder Au liegt zwischen Langelohe und Kronshorst (Brunsbek). Sie fließt in südwestlicher Richtung, wird vom Langeloher Graben sowie dem Stellauer Bach gespeist und unterquert die Bundesautobahn 24. Dort im Naherholungsgebiet Friederici-Park speist sie den Glinder Mühlenteich und trieb früher eine Kupfermühle an. Anschließend durchfließt sie die Stadt Glinde und wendet sich vor dem Bahndamm der ehemaligen südstormarnschen Kreisbahn dann gen Westen, wo die Glinder Au die Grenze zwischen Oststeinbek und seinem Ortsteil Havighorst bildet, hier stand beim Gut Domhorst eine Pulvermühle (1581 errichtet) am Domhorster Mühlenteich. Weiter westlich gleich hinter dem rechten Zufluss Forellenbach befindet sich noch der Mühlenteich von Oststeinbek. Dahinter erreicht sie dann hamburgisches Gebiet, fließt nördlich von Mümmelmannsberg, wird erneut zum See (Brachlandschaft Steinfurths Diek, angelegt in den 1970er Jahren entlang Steinfurther Diek, vorgesehen als Naturdenkmal mit seltenen Vögeln und Faltern – auch sehr beliebt bei Modellbootsbesitzern). Nach dem Passieren einer Fischtreppe unterquert sie wieder als Bach die A 1, wo sie sich unterhalb von Kirchsteinbek zum (Steinbeker) Mühlenteich erweitert, unterquert anschließend die Bundesstraße 5, um dann schließlich circa einen Kilometer südlich davon in die Bille zu münden.
In den 1970er Jahren war die Glinder Au nördlich von Glinde aufgrund des Kiesabbaus vollständig versickert.

## Namensherkunft
Das Gewässer ist in Urkunden aus dem 13. Jahrhundert noch als Glinderborn erwähnt. Das Bestimmungswort des Namens geht auf den Ort Glinde zurück, in dessen Nähe das Gewässer entspringt. Das Grundwort nd. born für „Quelle“ wurde in der Neuzeit durch das Grundwort „Au“ ersetzt.

## Zuflüsse
(von der Quelle aus gesehen)
- Langeloher Graben
- Stellauer Bach
- Forellenbach

## Mühlen
(von der Quelle aus gesehen)
1. Glinde – 53° 32′ 56″ N, 10° 12′ 38″ O als Fellmühle errichtet, später eine Kupfermühle, 1864 zur Farbholzmühle und 1868 zur Kornmühle umgebaut
2. Domhorst – Pulvermühle, 1581 errichtet
3. Oststeinbek – 1313 erste urkundliche Erwähnung anlässlich ihres Verkaufs
4. Steinfurth
5. (Kirch-)Steinbek – erstmals 1321 urkundlich erwähnt, seit 1735 im Besitz der Familie Neubauer, heute werden hier Kokosnussschalen und Glimmer vermahlen.